# Шкорпил, Владислав Вячеславович
Владислав Вячеславович Шкорпил (5 ноября 1853, Високе-Мито — 27 декабря 1918, Керчь, Керчь-Еникальское градоначальство) — русский филолог, историк и археолог чешского происхождения, исследователь Боспора, директор Керченского музея древностей.

## Биография
Родился 5 ноября 1853 года в городе Високе-Мито на северо-востоке Чехии, Австрийская империя. В семье было четыре брата и все они связали жизнь с историей и археологией. Карел Шкорпил и Герман Шкорпил считаются основателями болгарской археологии. Иосиф был архитектором. В 1866—1871 годах Владислав обучался в Лейтомышской гимназии, а затем в Пражской гимназии, которую закончил в 1873 году. Владислав получил образование в Пражском университете, где прослушал 4 семестра лекций по классической филологии, после один семестр обучался Русской филологической семинарии при Лейпцигском университете, созданной правительством России, где готовили преподавателей классической филологии для российских гимназий и университетов, которую окончил в 1878 году. После окончания семинарии, Шкорпила назначили преподавателем древних языков в Таврическую губернию, в Ялтинскую Александровскую прогимназию. В Ялте начал заниматься литературным переводом рассказов русских писателей на чешский язык и приступил к созданию русско-чешского словаря. В августе 1886 года его перевели в Керченскую Александровскую гимназию. Кроме обязанностей классного наставника и преподавателя языков он занимал и должность библиотекаря. 30 мая 1893 года он и его семья приняли присягу на российское подданство. Жена — Лидия Христофоровна, урождённая Лебеши, (1863—1940), Дочь Мария (1883) Сыновья Владимир (1890 19370), Георгий (1900).

### Исследования

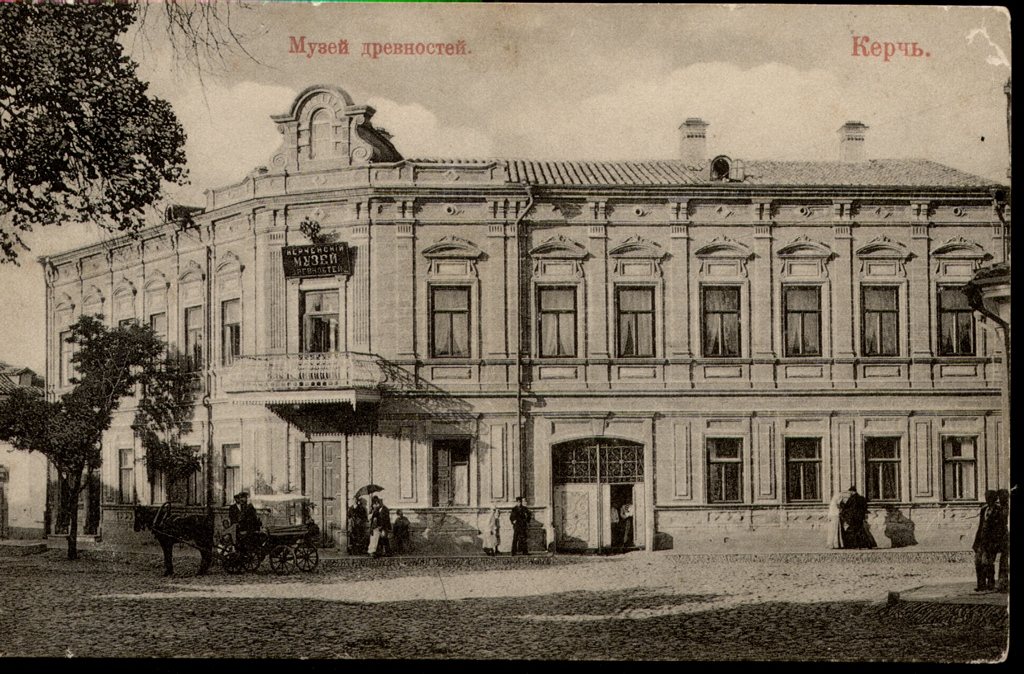
Здание Керченского музея древностей до 1922 года

Памятники Боспора заинтересовали Владислава Шкорпила. Керчь привлекла молодого учёного большим количеством х античных памятников. .С 1894 по 1902 год Владислав Вячеславович заведовал музеем Мелек-Чесменского кургана. Членом Одесского общества истории и древностей он стал 30 ноября 1894 года. Шкорпилу доверяли пост исполняющего обязанности директора музея, когда К. Е. Думберг брал отпуска. 16 июля 1901 года В. В. Шкорпил был назначен директором Керченского музея древностей. Он стал крупным археологом не только в полевых условиях, но и в теоретической археологии. С июля 1901 года член Императорской археологической комиссии.Он с 1901 по 1918 гг. ежегодно вёл исповедование некрополей, публиковал отчеты об археологических раскопках в Керчи и на Таманском полуострове. В 100 работах, опубликованных Шкорпилом, описаны многие памятники, обнаруженные при раскопках того времени. Шкорпил опубликовал множество клейм из коллекции Керченского музея. Археолог исследовал вопросы о датировке, локализации центров их производства, организации керамического производства. В 1901 и 1902 годах он приобрел 740 клейм для музея. Точной привязки к местности они часто не имели, поскольку были обнаружены и на Керченском полуострове и на Тамани. С 1903 года Шкорпил начал проводить исследования некрополя между Новым Карантином и металлургическим заводом. Во время раскопок ученые открыли 46 захоронений.Коллекция краснофигурной керамики, оформившаяся в Керченском музее, основой которой является собрание В. В. Шкорпила, в наши дни имеет мировую известность. Наибольшая часть находок поступала в Эрмитаж.
17 ноября 1903 года Владислав Вячеславович был принят в члены Таврической ученой архивной комиссии. В Известиях этой организации в 1907—1912 годах он опубликовал интересные сообщения по истории музея: неизвестные ранее рукописные материалы, которые он выявил, разбирая научный архив музея. Прежде всего, это рукописи Е. Е. Люценко «Способ подделки древних босфорских монет М. Сазоновым, рассказанный им самим» и «Ашик и Карейша». В последующих выпусках «Известий» он опубликовал материалы о начальном этапе археологического изучения Керчи (1804 и 1808 года) и ходе археологических исследований А. Б. Ашика.
В 1906 году состоялась последняя дореволюционная экспедиция археологов на некрополе Мирмекия. В ходе проведения исследований в Мирмекии, Шкорпил определил примерное положение западной границы античного городища. Некрополь римского времени простирается влево (то есть к северу) от Карантинного шоссе. Более древняя часть этого некрополя тянется над берегом бухты вправо (то есть к югу) от Карантинного шоссе. Преобладающая форма гробниц: высеченные в скале ящики, покрытые плитами. Наиболее древняя часть некрополя, открытая В. В. Шкорпилом, относится к IV—II вв. до н. э., с преобладанием гробниц конца IV и первой половины III в. до н. э. Другая часть некрополя относится к первым трём векам н. э. Особый вклад внёс В. В. Шкорпил в эпиграфику.

### Борьба с чёрными копателями
В. В. Шкорпил занимался охраной памятников археологии. В 1904 году копатели по ул. Госпитальная, 38 обнаружили склеп с золотыми и серебряными вещами, которые купил доктор Терлецкий, но музей забрал вещи и переправил в Эрмитаж. А. Терлецкий и В. Шкорпил стали подвергаться угрозам от не получивших вознаграждения копателей. В. Шкорпил обратился к градоначальнику М. Д. Клокачеву: «Имею честь покорнейше просить Ваше Превосходительство положить конец стращанию, которому подвергаются все те, которые имеют какое-либо отношение к делу об ограблении катакомб на Госпитальной улице, со стороны Кузьмы Щелкунова, коновода „счастливцев“, ограбивших эти катакомбы…»
Сохранились показания одного из «черных копателей»: «Саркофаг мы принесли домой. Но кто-то донес директору музея Шкорпилу. Если бы директор приехал до нас и сказал: „Ребятки, отдайте. Это саркофаг“, — то мы бы ему отдали, но он заявил в полицию. Так мы его, этот саркофаг, ночью разобрали и раскидали кругом. Но ведь все знали, что я копаю, и нас присудил мировой судья семью суток сидеть. Мы, недовольные, подали в Феодосийский уездный суд, через две недели судили нас вторично».
Во время революции охранять памятники истории стало ещё сложнее. В 1917 году Шкорпил отправил в Археологическую Комиссию сообщение о том, что на Тамани повсеместно стали грабить древние гробницы, а местный атаман перестал поддерживать археолога в его стремлении защитить историю. У Шкорпила хватало сил только на наблюдение за доставкой древних вещей из Тамани в Керчь и препятствовать продаже сокровищ в заграничные музеи. Шкорпил часто на свои средства выкупал артефакты. При Советском правительств, которое установилось в Крыму в январе-апреле 1918 года, оставило Шкорпила директором Керченского музея.
15 января 1918 г. он писал: «При теперешнем положении дел, когда нет власти, препятствовать грабежу я не в силах, так как во главе этой шайки стоит выпущенный из тюрьмы каторжник Алексей Волков, вырезавший когда-то целую семью под Феодосией».
Обиженные В. В. Шкорпилом в разные годы «счастливчики» попытались свести с ним счеты. Они обратились в военно-революционный трибунал Керчи с иском о привлечении Шкорпила к ответственности «как контру» за то, что он конфисковал у них найденные ценности и передавал в Эрмитаж. Им в иске на этом основании отказано.

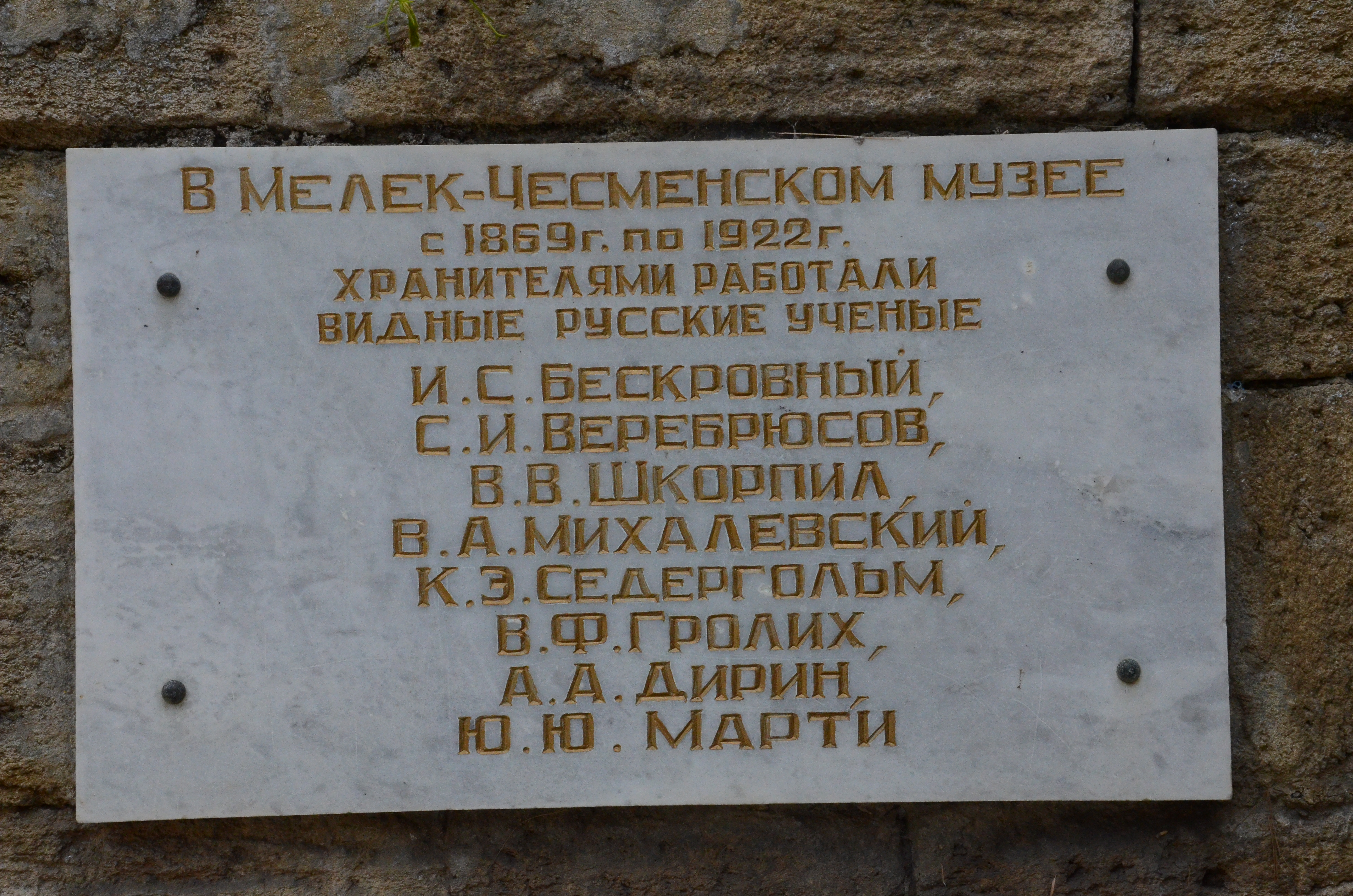
Памятная табличка при входе в Мелек-Чесменский курган

Уже при власти Второго Крымского краевого правительства 27 декабря 1918 года Шкорпил был убит теми, с кем он долгое время боролся, — чёрными копателями. Бандиты ночью подстерегли учёного у входа в Керченский музей, в котором была служебная квартира Шкорпила. Известно, что отомстили учёному за события 1904 года, когда В. Шкорпил пресёк действия группы «счастливчиков».

## Память
Могила археолога утеряна.
В. В. Шкорпил удвоил количество книг в Научной библиотеке Керченского музея. После гибели учёного его личная библиотека также влилась в фонд библиотеки музея.
По свидетельству людей, близко знавших В. В. Шкорпила, он был человеком редких качеств. «Добросовестный и педантично аккуратный в науке, он был таким же в жизни и в школе, являя недосягаемый пример исполнения долга», — писал его коллега Ю. Ю. Марти. В Керчи об учёном напоминает мемориальная доска, установленная на бывшем здании музея начала XX века (угол улиц Самойленко и Советской) где он жил, работал и погиб от рук грабителей керченских памятников.